# Guienna

Lo stemma della Guienna

La Guienna fa oggi frequentemente riferimento al ducato ereditario della corona d'Inghilterra creato dal trattato di Brétigny del 1360.

La Guienna (Guyenne) tra le province storiche francesi nel 1477

La Guienna (in francese: Guyenne [ɡɥijɛn]; in guascone: Guiana [ˈɡjanɔ], in basco e catalano: Guiena) è una regione storica francese.

## Etimologia
Il suo nome deriva da una evoluzione popolare della parola Aquitania che è passata attraverso lo stadio Aguiaine nel XII e XIII secolo, la "A" iniziale sparendo poco a poco Aguiaine > Guyenne in lingua d'oïl e Aguiana > Guiana in occitanico. Guyenne è la forma attestata dopo l'annessione alla Francia. Aquitania appariva come un termine più arcaizzante e più colto quando Guyenne era il nome corrente della provincia. Questa antica provincia del sud-ovest della Francia aveva come capitale Bordeaux e si confonde con la regione Aquitania a nord nord-est della Guascogna. Il termine designò poi l'insieme dei possedimenti francesi del re d'Inghilterra, dopo il Trattato di Parigi del 1259. Essa comprendeva il Limosino, il Périgord, il Quercy, il Rouergue, l'Agenais, una parte della Saintonge e della Guascogna.

## La Guienna nella storia
La storia antica della Guienna altro non è che la storia dell'Aquitania.

### Il ducato di Guienna
Al ducato d'Aquitania venne dato il nome di ducato di Guienna quando fu ridimensionato dalle conquiste dei re francesi. Questo nome compare per la prima volta nel Trattato di Parigi, concluso il 12 aprile 1229 tra San Luigi e Raimondo VII conte di Tolosa, che cedeva la maggior parte della Linguadoca alla Francia e metteva fine alla crociata contro gli albigesi.
Possedimento dei re d'Inghilterra dal 1188 al 1453, la Guienna venne riunita al regno di Francia dopo la battaglia di Castillon, che mise fine alla guerra dei cent'anni. Data in appannaggio al fratello Carlo di Valois da Luigi XI nel 1469, il ducato tornò definitivamente alla corona francese alla sua morte nel 1472.

### La provincia di Guienna
Nel 1561 la provincia, comprendente la Guascogna, la Santongia, il Limosino, divenne il governatorato militare della Guyana, avente come capitale Bordeaux. Si trattava dunque del governatorato militare più esteso di Francia (67.445 km² - Béarn e Paesi Baschi esclusi - circa un ottavo di tutto il paese): si estendeva a sud fino alla Spagna; i suoi confini a nord e a est erano costituiti dal Saintonge, dal Limosino, dal Quercy e dal Rouergue. La provincia della Guyana comprendeva:
- il Bordolese, o « Piccola Guyana»;
- la parte settentrionale della provincia del Bazadais;
- il Périgord;
- l'Agenais;
- il Quercy;
- il Rouergue;
- il Condomois.

A seguito della creazione delle généralité, la prima generalità di Bordeaux fu creata nel 1523. Essa perse successivamente territori con la creazione della generalità de Montauban (Quercy e Rouergue o Alta Guienna) nel 1655 e della generalità d'Auch nel 1716 (la Guascogna, che comprendeva quasi tutto il territorio situato tra la Garonna e la linea di displuvio dei Pirenei, in particolare l'Armagnac, le Lande di Guascogna e il Marsan).
Nel 1790 la provincia di Guienna fu suddivisa in cinque dipartimenti:
- Gironda (ad est della Garonna);
- Dordogna;
- Lot e Garonna;
- Lot;
- Aveyron.

A questi si aggiunse il Tarn e Garonna, creato nel 1806, il cui territorio proveniva per tre quarti dalla Guienna. Questo smembramento finì per rompere gli ultimi legami tra Bassa Guienna, Alta Guienna e Guascogna.

## La Guienna oggi
Oggi la parola Guyenne non viene più usata in termini di suddivisione amministrativa o politica.
Solo l'Haut-Agenais, alla ricerca di un'identità, ha tentato di sfruttare il capitale storico Guyenne promuovendo il Pays de Guyenne nella parte della vallata del fiume Dropt situata nel dipartimento del Lot e Garonna.
Tuttavia, questa accezione è stata oggi detronizzata da quella di Pays de Dropt, termine a vocazione più turistica.
Il termine Guienna sopravvive comunque:
- nelle ragioni sociali: Guyenne et Gascogne (grande distribuzione - partner di Carrefour), Nouvelle Guyenne (rete delle città della Guienna).
- nelle denominazioni delle associazioni, club e così via: ad esempio, lega della Guyenne (tennis) e comitato di Guyenne (bridge).

### Un'entità linguistica
La nozione di Guienna permette tuttavia di caratterizzare le parlate d'Oc comprese tra la Guascogna e il Limosino, linguisticamente distinti.
Così la Guienna linguistica accoglie in federazione:
- l'Agenais (47)
- il Bergeracois e il Périgord nero (Sarladais) (24)
- il Quercy (46 & 82)
- il Rouergue (12)

Il nord della Dordogna è limosino, mentre il sud-ovest del Cantal fino alla Bertrande (valle della Cère) e l'estremità sud-est della Corrèze prolungano la Guienna.

### La Guienna girondina
Si può inoltre identificare la Piccola Guienna o Guienna girondina, corrispondente al Bordolese e all'Entre-deux-Mers, linguisticamente guasconi, ma che dopo la fine della Novempopulana sono amministrativamente legati all'Aquitania seconda (e quindi il nord), divenuta Guienna nel XIII secolo.
È a questa Guienna girondina che fanno riferimento le denominazioni Sauveterre-de-Guyenne, Miramont-de-Guyenne, Lévignac-de-Guyenne.

### Ducato di Guienna
- (FR)  Ducato di Guyenne Archiviato il 27 settembre 2007 in Internet Archive. Araldica.

### Reggimento della Guienna
- (FR)  Reggimento della Guyenne Vessillologia.
- (FR) Storia del reggimento della regina, su lareine.homestead.com.